# Hồng Thu
Hồng Thu là một xã thuộc huyện Sìn Hồ, tỉnh Lai Châu, Việt Nam.
Xã Hồng Thu có diện tích 63,9 km², dân số năm 1999 là 2770 người, mật độ dân số đạt 43 người/km².